# Neoplan Transliner
Neoplan Transliner — туристичний автобус, що вироблявся з 1992 по 2000 роках у кількох різних модифікаціях фірмою Neoplan. Його наступником став Neoplan Euroliner; Neoplan N3516 i Neoplan Tourliner.

## Загальний опис
Цей автобус може мати від 9 до 15 метрів у довжину, тому його використання варіюється від міжміського (9 метрів) до туристичного (12 метрів). Перші модифікації почали з'являтися з 1992 року, проте вже з 1993-го, Transliner було перероблено під вид сучасних туристичних лайнерів. Найчастіше зустрічаються автобуси довжини 11—13 метрів. У висоту автобус має не менш як 3 метри і не більш як 3,4, проте лобове скло не розділено навпіл. Передок автобуса сильно вигнутий, що дуже характерно для автобусів фірми «Bova». Вигнутий передок дає змогу ще більше розширити вітрове скло і «заховати» склоочисники у відділення нижче лобового скла у верхній частині передка. Емблема «Neoplan» розташована на лівій частині передка. Нижче передок розділений і під смугою розташовано 6 фар освітлення. Ще нижче встановлено 2—4 протитуманні фари. Фари можуть бути захищені спеціальними кришками від ударів при ДТП. Ще нижче розташовано зварний, чіткоокреслений бампер на який насаджується номер. Автобус має дві двері, що відкриваються паралельно до кузова, як у усіх сучасних лайнерів. Автобус по боках має 5—6 габаритних вогнів і 5 фар з кожного боку на задку. Двигун знаходиться на задньому звисі, прямо у задній частині автобуса або з лівого боку. Зазвичай, автобус двовісний у модифікаціях 9—12 метрів і тривісний у типах 13—15 метрів. Багажний відсік парний, по боках, відкривається або вручну або за допомогою натиснення відповідної кнопки на панелі приборів. Колеса автобуса зазвичай дискові, шини усіх 275/80R. Салон вміщує до 52 пасажирів при 12 метровій конструкції і 54—58 у 13—15 метровій. Єдиною проблемою салону стала невелика відстань між кріслами рядів, що б викликало «задуху» при повному завантаженні. Ця проблема вирішена за допомогою встановлення додаткових кондиціонерів у салоні.

## Модифікації
- Neoplan N312 ; також U/K[1]
- Neoplan N314 ; також U/K
- Neoplan N316 (/3); також L/U/K/SHD
- Neoplan N316 ; також UL/KL/SHDL
- Neoplan N318 (/3); також U/K/SHD
- Neoplan N321 (/3); також U/K

## Технічні характеристики
| Параметр                         | Neoplan N312 U/K    | Neoplan N314 U/K     | Neoplan N316 L/U/K/SHD | Neoplan N316/3 UL/KL/ SHDL | Neoplan N318/3 U/K/SHD | Neoplan N321/3 U/K   |
| -------------------------------- | ------------------- | -------------------- | ---------------------- | -------------------------- | ---------------------- | -------------------- |
| Габаритні розміри, мм            | 9330×2500×3260…3300 | 11250×2500×3250…3300 | 12000×2500×3100…3620   | 13700×2500×3100…3620       | 15000×2500×3100        | 18000×2500×3260…3300 |
| Передній звис, мм                | 2350                | 2620                 | 2870                   | 2870                       | 3065                   | 3330                 |
| Задній звис, мм                  | 2850                | 3330                 | 3330                   | 3180                       | 3305                   | 3330                 |
| Колісна база, мм                 | 4750                | 5300                 | 5800—6050              | 6350+1300                  | 7330+1300              | 5950—6120            |
| Висота у салоні, мм              | 2060—2120           | 2060—2230            | 2060—2120              | 2060—2120                  | 2060—2120              | 2060—2120            |
| Кліренс, мм                      | 350                 | 350                  | 350                    | 350                        | 350                    | 350                  |
| Місткість багажного відсіку, м³  | 3,5—4,5             | 4—5                  | 4—10                   | 6—11,5                     | 6—11,5                 | 5—7                  |
| Діаметр повороту, метри          | 18,0                | 19,5                 | 15,4                   | 15,4                       | 15,4                   | 15,4                 |
| Місткість паливного бака, літри  | 210                 | 250                  | 330                    | 370                        | 400                    | 400                  |
| Навантаження на 1/2/(3) вісь, кг | 7100/11500          | 7100/11500           | 7100/11500             | 7100/11500/6500            | 7100/11500/6500        | 7100/11500/11500     |
| Повна маса, тони                 | 18,0                | 18,0                 | 21,45                  | 25,0                       | 25,5                   | 28,0                 |
| Максимальна швидкість, км/год    | 120                 | 120                  | 120                    | 125                        | 120                    | 120                  |